# Договоры Торрихоса — Картера
Договоры Торрихоса — Картера — два договора, подписанные Соединёнными Штатами Америки и Панамой в Вашингтоне 7 сентября 1977 года, которые заменили договор Хэя — Бюно-Варийи 1903 года. По соглашениям Панама получила контроль над Панамским каналом после 1999 года, положив конец контролю над каналом, который США осуществляли с 1903 года. Договоры названы в честь подписавших договор президента США Джимми Картера и фактического руководителя государства, командующего Национальной гвардией Панамы генерала Омара Торрихоса.
Первый договор официально называется «Договор о постоянном нейтралитете и эксплуатации Панамского канала» (англ. The Treaty Concerning the Permanent Neutrality and Operation of the Panama Canal) и более известен, как «Договор о нейтралитете». В соответствии с этим договором США сохраняют за собой постоянное право защищать канал от любой угрозы, которая могла бы помешать его непрерывному нейтральному обслуживанию судов всех стран. Второй договор называется «Договор о Панамском канале» (англ. The Panama Canal Treaty), согласно ему начиная с полночи 31 декабря 1999 года Панама взяла на себя полный контроль над эксплуатацией канала и несёт основную ответственность за его оборону.

## История
Попытки Панамы пересмотреть первоначальный договор Хэя — Бюно-Варийи продолжались практически с момента его первого подписания в ноябре 1903 года, через несколько недель после того, как Панама обрела независимость от Колумбии. Активность по пересмотру или расторжению договора значительно возросла после Суэцкого кризиса. 9 января 1964 года панамские студенты вошли в зону канала, чтобы вывесить панамский флаг рядом с американским флагом в соответствии с соглашением 1963 года о разрядке напряженности между двумя странами. Подвергнувшись насмешкам со стороны американских сверстников, они начали драку, во время которой флаг был порван. Последовали массовые беспорядки, в ходе которых погибло более 20 панамцев и около 500 получили ранения от огня американских войск, которые были вызваны для защиты собственности Зоны канала. 9 января стал национальным праздником в Панаме, известным, как День мучеников.
На следующий день, 10 января, Панама разорвала дипломатические отношения с Соединёнными Штатами, а 19 января президент Панамы Роберто Кьяри заявил, что Панама не восстановит дипломатические отношения с США до тех пор, пока Вашингтон не согласится начать переговоры по новому договору. Первые шаги в этом направлении были предприняты вскоре после этого, 3 апреля 1964 года, когда Соединённые Штаты согласились принять процедуры для «устранения причин конфликта между двумя странами». Несколько недель спустя Роберт Б. Андерсон, специальный представитель президента Линдона Джонсона, вылетел в Панаму, чтобы подготовить почву для будущих переговоров. Переговоры, проходившие в течение следующих лет, привели к заключению договора в 1967 году, однако он не был ратифицирован в Панаме.
После провала этих договоров в Панаме произошла смена правительства в результате военного переворота 1968 года. Новое правительство было сформировано под руководством Омара Торрихоса, который решил окончательно отвергнуть договор 1967 года. В ответ на отсутствие прогресса в переговорах с администрацией Никсона правительству Торрихоса удалось провести в марте 1973 года заседание Совета Безопасности ООН в Панама-Сити, где оно привлекло значительную международную поддержку. Дипломатический провал помог придать импульс соглашению Тэка-Киссинджера 1974 года, которое обеспечило важнейшую основу для дальнейших переговоров.
Администрация Картера сделала проблему канала одним из главных приоритетов, начав с переходного периода. Этот вопрос был поднят на рассмотрение специальной комиссии во главе с послом Солом Линовицем. Переговоры возобновились 15 февраля 1977 года и были завершены к 10 августа того же года. За несколько дней до достижения окончательного соглашения по договорам президент Джимми Картер разослал телеграмму всем членам Конгресса, в которой информировал их о ходе переговоров и просил воздержаться от суждений о договоре до тех пор, пока у них не появится возможность внимательно его изучить. Сенатор Стром Термонд ответил на призыв Картера, заявив в своей речи в тот же день: «Канал наш, мы его купили и заплатили за него, и мы должны его сохранить».

## Ратификация
Оба договора были впоследствии ратифицированы в Панаме 67,4 % голосов на референдуме, состоявшемся 23 октября 1977 года. Чтобы обеспечить возможность всенародного обсуждения договоров и в ответ на заявления противников договора в США о том, что Панама неспособна ратифицировать их демократическим путём, за несколько недель до голосования были сняты ограничения на деятельность прессы и политических партий. В день голосования на избирательные участки пришло 96 % имеющих право голоса избирателей Панамы, что стало самой высокой явкой избирателей в Панаме на тот момент.
Сенат США рекомендовал и дал согласие на ратификацию первого договора 16 марта 1978 года, а второго договора — 18 апреля идентичным большинством голосов (68 против 32). В обоих голосованиях 52 демократа и 16 республиканцев проголосовали за рекомендацию и согласие на ратификацию, в то время как 10 демократов и 22 республиканца проголосовали против.

## Критика и поддержка
Договоры стали источником ожесточенных споров в Соединённых Штатах, особенно среди консерваторов во главе с Рональдом Рейганом, Стромом Термондом и Джесси Хелмсом, которые считали их сдачей стратегического американского актива тому, что они охарактеризовали как враждебное правительство. Поддержка договоров исходила от различных заинтересованных сторон, включая Объединенный комитет начальников штабов и членов Конгресса, таких как Эрнест Холлингс, Хьюберт Хамфри, Говард Бейкер и Роберт Берд. Более умеренные консерваторы, включая бывшего президента Джеральда Форда и бывшего государственного секретаря Генри Киссинджера, сделали публичные заявления в поддержку договора.
Многие мировые лидеры также выступили в поддержку договоров, включая позитивные заявления премьер-министра Барбадоса Тома Адамса, президента Боливии Уго Бансера, президента Доминиканской Республики Хоакина Балагера, президента Гватемалы Кьеля Лаугеруда, премьер-министра Гайаны Форбса Бернхэма, президента Никарагуа Анастасио Сомосы, президента Перу Франсиско Моралеса Бермудеса, президента Чили Аугусто Пиночета, президента Коста-Рики Даниэля Одубера и президента Венесуэлы Карлоса Андреса Переса.
В декабре 2024 года избранный президент США Дональд Трамп раскритиковал взимаемую Панамой плату за проход через Панамский канал, назвав её слишком высокой, предостерёг от возможного контроля или влияния Китая на канал и поднял вопрос о возможности требования США о полном и немедленном возвращении контроля над каналом Соединённым Штатам. Президент Панамы Хосе Рауль Мулино немедленно отверг каждый пункт этой критики и заранее отказался вернуть канал.

## Выполнение положений договоров
В договоре был изложен график передачи канала, что привело к полной передаче всех земель и зданий в районе канала Панаме. Самым непосредственным следствием этого договора стало то, что Зона канала как целое прекратила свое существование 1 октября 1979 года. Заключительная фаза договора была завершена 31 декабря 1999 года. В этот день Соединённые Штаты отказались от контроля над Панамским каналом и всеми территориями, входившими в зону Панамского канала.
В результате договоров к 2000 году территория Зоны канала, включая около 7000 зданий, таких как военные объекты, склады, школы и частные дома, была переданы Панаме. В 1993 году правительство Панамы создало временное агентство (Autoridad de la Región Interoceánica (ARI) — Управление межокеанского региона) для управления и содержания возвращенной собственности.
1 октября 1979 года 34 участка территории канала стали анклавами (окружёнными полностью землей, находящейся под юрисдикцией Панамы). В последующие годы возникло ещё восемь анклавов. 14 из анклавов были связаны с военной логистикой, семь были военными объектами связи, пять объектов Федерального управления гражданской авиации, пять военных жилых анклавов, три военных базовых района, два военных научно-исследовательских центра, четыре средних школы и одна начальная школа, больница. Кроме того, договор обозначил многочисленные районы и отдельные объекты как «зоны эксплуатации канала» для совместных операций США и Панамы, проводимых комиссией. На момент вступления договора в силу многие из них, включая плотину Мэдден, оказались окружены территорией Панамы. В полдень 31 декабря 1999 года все бывшие участки Зоны Панамского канала всех типов перешли под исключительную юрисдикцию Панамы.